# Sicydium salvini
Sicydium salvini es una especie de pez de la familia de los Gobiidae en el orden de los Perciformes.

## Morfología
Los machos pueden llegar a alcanzar los 14 cm de longitud total.

## Hábitat
Es un pez de clima tropical (21 °C-31 °C).

## Distribución geográfica
Se encuentran en Centroamérica: vertiente pacífico desde el río Tamarindo (Nicaragua) hasta el río Cardenas (Panamá).

## Observaciones
Es inofensivo para los humanos.